# Sueño contigo (telenovela)
Sueño contigo es una Miniserie venezolana de 1988 producida por Venevisión. Fue escrita por Pilar Romero y fue protagonizada por Elluz Peraza y José Luis Rodríguez, quien también grabó el tema de la serie.

## Sinopsis
Silvia Patricia es una bella modelo quien está comprometida para casarse con Agustín, un corredor de lanchas, de quien está esperando un hijo. Sin embargo Agustín fallece en una competencia, aunque nunca encuentran su cadáver, y para no quedar como madre soltera ella se casa con Jorge Leonardo, un exitoso cantante, quien es el hermano mayor de Agustín.
Sin embargo las cosas comienzan a complicarse cuando, poco después de la boda, Héctor abandona a su esposa Margarita por Neiva, la hermana de Silvia Patricia, y por ese motivo, además de la enemistad entre ambas familias, Margarita comienza a perder la razón y a su vez Fabiana, la exesposa de Jorge Leonardo (quien aún no acepta que él rehaga su vida), comienza a fraguar un plan para arruinarlo y Victoria, una examante de Jorge Leonardo, no vacila en involucrarse para deshacer el enlace y, por otra parte, también se descubre que Agustín en realidad no falleció en dicho accidente sino que solo quedó con la cara desfigurada y, aparentemente, él ignora que su hermano se casó con su prometida.

## Reparto
- Elluz Peraza ... Silvia Patricia Hermida
- José Luis Rodríguez ... Jorge Leonardo Riera
- América Alonso ... Margarita de Riera
- Rafael Briceño ... Alejandro Hermida
- Chelo Rodríguez ... Fabiana Navas
- Luis Gerardo Núñez ... Agustín Riera
- Elba Escobar ... Lívia Noriega
- María Cristina Lozada ... Aurora de Hermida
- Esperanza Magaz
- Juan Manuel Montesinos ... Ignacio Hernández
- Francisco Ferrari ... Héctor Riera
- Chela D'Gar ... Felicidad
- Aura Elena Dinisio ... Neiva
- Jose Cristancho...Piolin
- Lucila Herrera .... Enfermera
- Carlos Olivier
- Gonzalo Velutini
- Mauricio González
- Josefina Armas ... Gregoria
- Erick Noriega
- María Elena Heredia ... Secretaria
- Zulma López ... Victoria
- Miguel de León
- Julio Gassette
- Alba Vallve